# Linus (måne)
Linus (provisorisk beteckning: S/2001 (22) 1) är en naturlig satellit till asteroiden 22 Kalliope.
Asteroidmånen upptäcktes den 29 augusti 2001 av Jean-Luc Margot och Michael E. Brown Satelliten fick det provisoriska namnet S/2001 (22)  1 fram till namngivningen 2003, den fick det mytologiska namnet Linus.
Linus medelavstånd till Kalliope är 1063±23 kilometer och excentriciteten  mindre än 0,015 och kanske ävenmindre än 0,005. Omloppstiden är 3,596±0,040 dygn. Den uppskattade diametern är 28±2 kilometer och massan ~6 × 1016 kg.

## Namngivningen
S/2001 (22) 1 föreslogs av upptäckarna att heta Linus. Linus var i grekisk mytologi son till musan Kalliope. Namngivningen avsågs också ära den finlandssvenske programmeraren Linus Torvalds, som utvecklade operativsystemet Linux och seriefiguren Linus i Snobben.